# Haus ohne Spiegel
Haus ohne Spiegel (Originaltitel: Ett hus utan speglar) ist ein Kinderbuch des schwedischen Schriftstellers Mårten Sandén. Erzählt wird die Geschichte einer Familie, die sich durch die Entdeckung einer spiegelverkehrten Parallelwelt und deren Bewohnerin Hetty wie durch ein Wunder ins Positive wandelt. Dabei werden Themen wie Selbstzweifel, Selbstvertrauen, Traurigkeit und Glück aufgegriffen.
Ett hus utan speglar erschien 2012 bei  Rabén & Sjögren in schwedischer Sprache und 2019 beim S. Fischer Verlag  in deutscher Übersetzung. Es wurde von Birgitta Kicherer ins Deutsche übersetzt.

## Inhalt
Thomasine verbringt den Sommer mit der Familie ihres Vaters im Haus ihrer Urgroßtante Henrietta, die laut Thomasine schon über 100 Jahre alt ist. Von einem harmonischen Miteinander der Familie kann nicht die Rede sein. Thomasines Vater und sie sind die einzigen, die die Urgroßtante im Dachgeschoss pflegen, alle anderen warten insgeheim auf ihren Tod und die Erbschaft. Das Haus ist ein großes altes Herrenhaus mit 20 Zimmern, das sich dadurch auszeichnet, dass alle Spiegel abgehängt wurden. Zu Beginn des Buches spielen Thomasine, ihr Cousin Erland und ihre Cousinen Signe und Wilma Verstecken, und die kleine Signe, die vorher schüchtern war und nur selten gesprochen hat, verlässt ihr Versteck im Wandschrank völlig verändert.
Nachts offenbart sie Thomasine ihr Geheimnis. Sie schleichen gemeinsam zum Wandschrank, in dem alle Spiegel des Hauses versteckt sind. Als sie den Wandschrank verlassen, finden sie das Haus verändert vor: Alles ist spiegelverkehrt und das muffige Haus erstrahlt in seinem alten Glanz. Signe und Thomasine sind ganz allein mit der Bewohnerin dieses Hauses, einem kleinen Mädchen namens Hetty.
Am nächsten Tag glaubt Thomasine, sie habe geträumt. Doch ein Spiegel, den sie Wilma mitgebracht hat, beweist das Gegenteil. Wilma sucht in der nächsten Nacht selbst das Spiegelhaus auf, und Thomasine folgt ihr. Dort befindet sich eine große Bibliothek, in welche die etwas gealterte Hetty die beiden führt. Thomasine beobachtet, wie Wilma nach ausgiebiger Lektüre von innerer Schönheit strahlt. Am nächsten Tag reisen Wilma und ihre Mutter im Streit ab.
Der gemeine Erland ist währenddessen den ganzen Tag unauffindbar. Am Abend hört Thomasine unterdrückte Schreie und beschließt, Erland im Spiegelhaus zu suchen. Tatsächlich befindet er sich dort im Keller, verwandelt in eine Mischung aus Mensch und Tier. Um Erland zu retten, muss Thomasine dessen Vater Daniel einweihen. Auch Erland ist am nächsten Tag wie verwandelt, denn alles Böse, das vorher von ihm Besitz ergriffen hatte, ist verschwunden. Er reist mit Daniel und Signe ebenfalls ab.
Nun bleiben nur noch Thomasine und ihr Vater bei Henriette zurück. Thomasine betritt in der darauffolgenden Nacht wieder das Spiegelhaus und klebt mit Hetty, die mittlerweile eine junge Frau ist, Fotos in Bilderalben. Sie drückt ihre Enttäuschung darüber aus, dass sie keine Veränderung erfährt. Hetty gibt jedoch nur kryptische Antworten.
Tagsüber ergibt es sich zufällig, dass Thomasine allein bei Henriette ist. Als sie auf einer Bank die Fotoalben von Hetty entdeckt, realisiert sie, dass Hetty ihre Urgroßtante in jüngeren Jahren ist. Henriette, die sonst immer nur bewegungslos in ihrem Bett lag, rät Thomasine, sie solle ihren Vater zum Spiegelhaus bringen. Das tut Thomasine, und als dem Vater dort sein innigster Wunsche erfüllt wird, seinen toten Sohn noch einmal in den Armen zu halten, erfahren endlich auch die beiden ihre Veränderung.
Das Buch gibt einen Ausblick auf die Zeit nach Henriettes Tod, in der bis auf Thomasines Tante, die ihren Anteil verkauft, alle in dem mittlerweile in Wohnungen aufgeteilten Haus leben und auf eine glückliche Zukunft schauen. Thomasines Eltern, die wieder zueinandergefunden haben, erwarten sogar ein weiteres Kind.

## Figuren

### Hauptfiguren
Thomasine
Thomasine ist 12 Jahre alt und lebt mit ihrem Vater schon seit einigen Monaten im Haus der Großmutter. Sie kennt sich in diesem Haus sehr gut aus, da sie schon früher viel Zeit dort verbracht hat. Sie ist ein für ihr Alter sehr umsichtiges und reifes Kind. Sie hilft zum Beispiel ihrem Vater beim Abwasch und ist die einzige, die ihm im Zimmer der Urgroßtante Gesellschaft leistet.

### Nebenfiguren
Henriette/Hetty
Henriette ist Thomasines Urgroßtante und war früher eine bekannte Schauspielerin. Nun ist sie sehr alt und liegt nur in ihrem Bett im Dachgeschoss des Hauses. Im Spiegelhaus begegnen die Kinder Hetty, die Henriette zu früheren Zeiten ist. Zu Beginn wird sie als kleines Mädchen etwa in Signes Alter beschrieben, gegen Ende als „junge Frau mit eleganten Kleidern“ und „so schön, dass [Thomasine] fast wieder zu weinen angefangen hätte“ (S. 109).
Wilma
Wilma ist Thomasines Cousine und die einzige, die sie Tommy nennt. Sie ist 14 Jahre alt und liest viel, vor allem Fantasy Romane. Außerdem verbringt sie viel Zeit damit, sich zu schminken, denn sie findet sich „dick und hässlich“ (S. 29), außerdem trägt sie eine Brille mit dicken Gläsern, da sie stark kurzsichtig ist. Nach ihrer Verwandlung jedoch „verströmte [sie] Ruhe und Zuversicht“ (S. 75).
Signe
Signe ist Wilmas fünfjährige Schwester. Bevor sie das Spiegelhaus betritt, hat sie „ernste graue Augen“ (S. 8) und spricht selten, denn sie „hat einfach keine Lust zu reden“ (S. 8). Danach ist es, als „wäre endlich etwas in Signe richtig geschaltet worden“ (S. 21) und sie wirkt munter und heiter, wie ein ganz normales Mädchen.
Erland
Erland ist sieben Jahre alt, doch er „bewegt sich und redet wie ein kleiner Erwachsener“ (S. 10). Thomasine findet ihn „gemein und bescheuert“ (S. 12) und tatsächlich denkt Erland sich allerlei Gemeinheit aus. Zum Beispiel nennt er seine Cousine „Thomasine-Kotzmaschine“ (S. 11). Nachdem er im Spiegelhaus war, ist er „klein und dünn“ (S. 104) und „alles Dunkle, das in ihm gewesen war, war verschwunden“ (S. 105).
Thomas
Thomas, Thomasines Vater, ist stets von einer Traurigkeit umhüllt. Er ist Schriftsteller, doch nach dem Tod des Sohnes vor etwa fünf Jahren hat er nichts mehr geschrieben und sich immer weiter von Thomasines Mutter entfernt. Charakteristisch ist sein lautloses Weinen: „Nichts ist zu hören, aber seinem Rücken ist anzusehen, dass er weint.“ (S. 33) Er kümmert sich als einziger um Henrietta.
Daniel
Daniel ist der Onkel von Thomasine und alleinerziehender Vater von Signe und Erland. Er ist humorlos, spricht immer mit einem spöttischen Tonfall und ist nur auf die Erbschaft fixiert. Thomasine ignoriert er weitgehend, aber das ist ihr egal, denn sie findet ihn „sowieso ziemlich langweilig“ (S. 9). Besonders lächerlich scheint ihr, dass er immer mit Onkel Daniel angesprochen werden möchte, obwohl er nur wenig älter ist als Thomas. Später kommt Thomasine zu der Erkenntnis, dass nur „Kummer und Einsamkeit“ (S. 99) ihn zu diesem Menschen gemacht haben.
Kajsa
Kajsa ist Thomasines Tante und gemeinsam mit ihrem Mann Kjell Inhaberin einer Werbefirma. Sie ist fast immer schlecht gelaunt und hat oft Streit mit ihrer Tochter Wilma. Das Verhältnis zwischen den Eltern und ihrer Tochter bleibt auch Jahre später gestört, weshalb Wilma lieber Zeit mit ihren Cousins und Cousinen als mit Kajsa und Kjell verbringt.